# 加護病房
，是醫院內為需要高度密集醫療照料的重病傷患所特設的病房。為避免來自外界的干擾及感染，加護病房採用密閉式設計，對訪客入內及會面時間皆有嚴格限制。加護病房內設有諸多設備與儀器以隨時監測患者的身體變化，並由醫療人員24小時輪班照顧。
加護病房的概念最早是由位於德國漢諾威的達特茅斯·希區考克醫學中心的外科醫生威廉·莫森塔尔所提出。第一間重症監護室由丹麥醫學家比約恩·易卜生於1953年建立。

## 種類
加護病房依醫療科別及傷病種類設置，以達專業分工、資源有效利用的目的，但各醫療院所皆依各自實際情況設立，名稱也不盡相同，迄今未有標準規範。常見的加護病房有：
以病理分類：
- 心臟加護病房（CCU）
- 內科加護病房（MICU）
- 外科加護病房（SICU）
- 燒燙傷加護病房（BICU）
- 呼吸重症監護室（RICU）
- 心外科重症監護室（CSICU）
- 神经外科重症監護室（NICU）
- 产科重症監護室（OICU）
- 麻醉重症監護室(AICU)
- 器官移植重症監護室（TICU）
- 肾病重症監護室（UICU）
- 急诊重症監護室（EICU）
- 心肺重症監護室（CPICU）

以年齡分類：
- 新生兒加護病房（NICU）
- 兒童深切治療部（PICU）
- 成人深切治療部（ICU）
- 老年重症监护室（GICU）

## 加護病房症候群
加護病房症候群（英語：ICU Syndrome）是指由於加護病房的封閉式環境及其間進行的醫療行為而對患者身心所產生的影響。常見的症狀有：
- 面對死亡，產生不安、恐懼與焦躁；也會受到家屬同樣心情的影響。
- 對於必要束縛感覺壓力。 （註：加護病房為防止患者逕自拔除管線，會在家屬同意下捆縛雙手）
- 位處長時間照明的室內，漸失時間概念。
- 麻醉及手術後精神壓力引起的幻覺與錯亂。

## 加護病房醫療團隊
加護病房醫療團隊包括：
- 主治醫師
- 各科專科醫師
- 住院醫師
- 呼吸治療師
- 專科護理師
- 護理師
- 營養師
- 藥師
- 社工
- 個管師
- 醫事檢驗師
- 醫事放射師
- 物理治療師
- 職能治療師
- 語言治療師

## 延伸閱讀
- Lois Reynolds; Tilli Tansey, eds. (2011), "History of British Intensive Care, c. 1950-c. 2000"（页面存档备份，存于）, Wellcome Witnesses to Contemporary Medicine, History of Modern Biomedicine Research Group, ISBN 978-0-902238-75-6, Wikidata Q29581786
- 劉俊穎：《生命現場 - 深切治療部救護實錄》

## 外部連結
- 達特茅斯·希區考克醫學中心（页面存档备份，存于）（英文）
- 香港危重病學會（页面存档备份，存于）（英文）